# Heteragrion beschkii
Heteragrion beschkii är en trollsländeart som beskrevs av Hagen in Selys 1862. Heteragrion beschkii ingår i släktet Heteragrion och familjen Megapodagrionidae. Inga underarter finns listade i Catalogue of Life.